# پارتنون
پارتِنون (به یونانی: Παρθενών) نیایشگاهی باستانی در آکروپولیس آتن است که پریکلس آن را ۲۵۰۰ سال پیش بنا کرد.
معبد پارتنون در بلندترین نقطه آکروپولیس به آتنا وقف شده‌است. واژهٔ پارتنون از پارتنوس یونانی به معنی باکره می‌آید. آتنا، گاه آتنای پارتنوس نیز گفته می‌شود. پارتنون که هنوز پابرجاست، بین ۴۷۷_۴۳۲ پیش از میلاد ساخته شد و مجسمه‌هایش را فیدیاس طراحی کرده‌است.
این معبد، جایگزین نیایشگاه قدیمی‌تری شد که نابود شده‌بود. ساخت معبد جدید در سال ۴۴۷ پیش از میلاد آغاز شد و تا سال ۴۳۲ پیش از میلاد به طول انجامید. این پرستش‌گاه، ویژهٔ خدای آتنا می‌باشد.
۱۶۸۷ هنگامی که در حدود دو هزار سال از ساخت آن می‌گذشت، یک گلوله توپ بی‌هدف به داخل پارتنون اصابت کرده و باعث می‌شود که مقداری از سقف آن فرو ریخته و آسیب‌های جدی به ستون‌های آن وارد آید. در ۱۸۸۰ هم بدون موافقت یونان سنگ مرمرهای بسیار پرارزش آکروپولیس به موزه لندن انتقال داده شدند و چندی بعد به واسطه آلودگی هوا دچار فرسایش و خرابی شدند.
از نظر معماری، پارتنون به سبک دورستونی ساخته شده‌است.
پارتنون، پرستشگاه یکی از الهه‌های یونان به نام آتنا (الههٔ عقل و خرد و جنگ) است که در قرن پنجم قبل از میلاد توسط مردم آتن ساخته شده‌است. این معبد که مهمترین بنای باقی‌مانده از یونان باستان می‌باشد، غالباً به عنوان نقطه اوجی در پیشرفت دورهٔ معماری دوریک شناخته می‌شود. مجسمههایی که در تزئین این بنا استفاده شده‌است، یکی از مهمترین بخش‌های هنر یونانی است و سمبلی از یونان باستان و دموکراسی آتنی است و یکی از بزرگترین مقبره‌های فرهنگی دنیاست. معمارانی چون «کایمراتیس» و «ایکتینوس» در ساختمان آن نقش اصلی را داشته‌اند و در فاصلهٔ سال‌های ۴۳۲ و ۴۴۸ پیش از میلاد ساخته شده‌است. بنا دور ستونی است در ایوان جنوبی معبد پارتنون برخلاف پرستشگاه‌های دیگری به جای ۶ ستون از ۸ ستون (سبک ۸ ستونی) و برای طول آن ۱۷ ستون در نظر گرفته شده‌است. طول و عرض آن ۳۱×۷۰ متر و ارتفاع آن ۱۳/۷۲ متر که ارتفاع هر ستون ۱۰/۴۳ متر است و در این بنا دو شیوهٔ دوریک و ایونیک تلفیق شده‌اند و در ایجاد نقوش در چهار گوشی‌های تزئینی و سنتوریهای معبد نهایت دقت را به کار برده‌اند.

## نسبت طلایی
- یونانیان باستان در طراحی پارتنون، نسبت طلایی را عمداً رعایت نکرده‌اند.[۳][۴] ساخت این معبد در ۴۳۸ پیش از میلاد، یعنی یک قرن پیش از نخستین اشارهٔ ثبت شده با این نسبت توسط اقلیدس، به پایان رسیده‌است.

## تندیس‌های به جا مانده
بسیاری از تندیس‌های به جا مانده از معبد پارتنون در موزه بریتانیا و موزه آکروپولیس نگهداری می‌شوند.
بسیاری از مجسمه‌های پارتنون را لرد الگین، سفیر بریتانیا در دربار عثمانی، به انگلستان انتقال داد و اکنون در موزه بریتانیا موجود هستند.

## نگارخانه

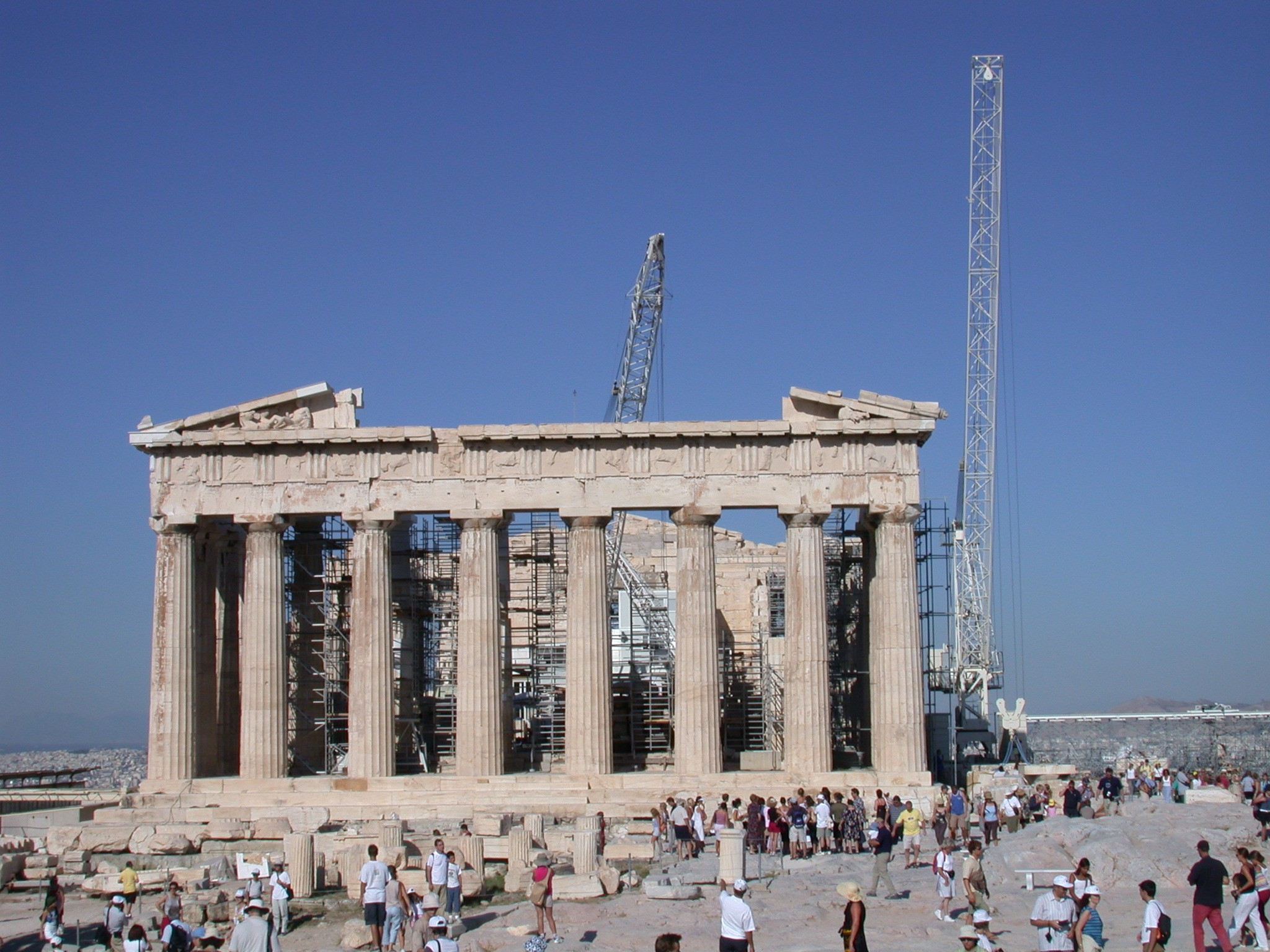
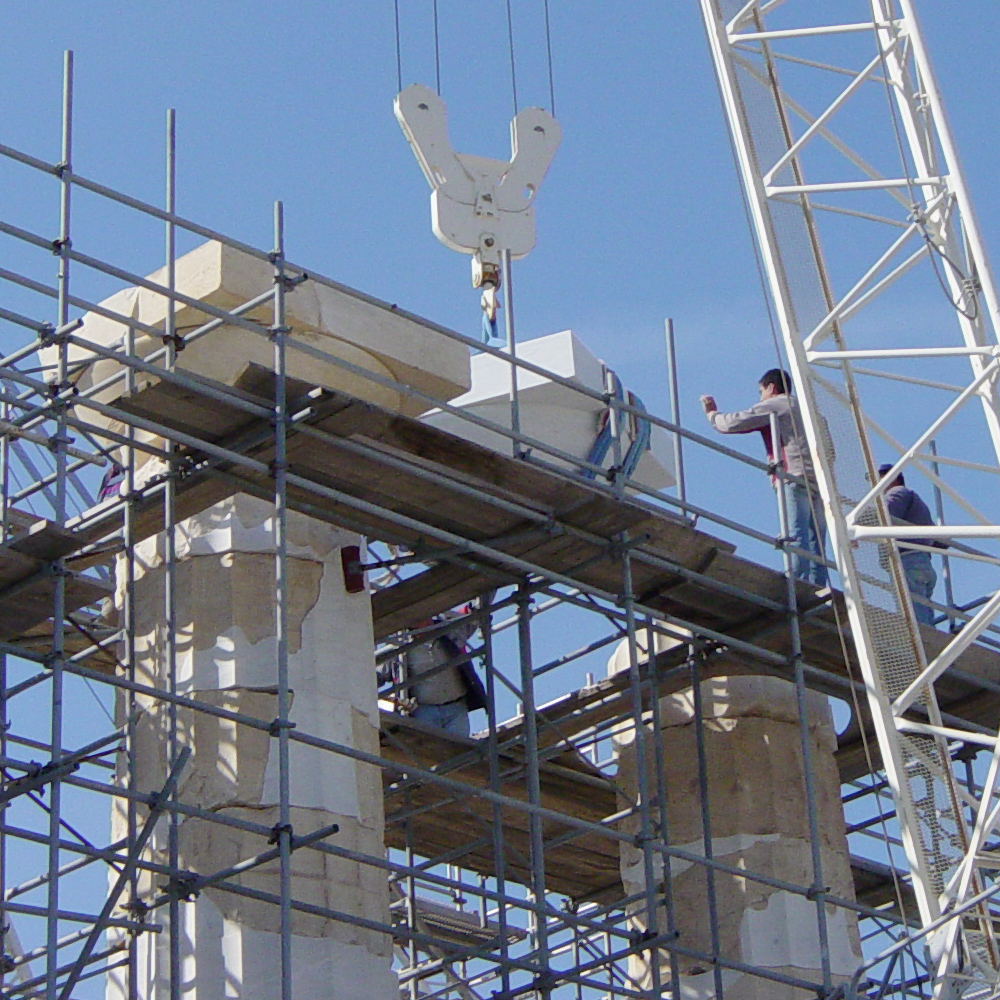
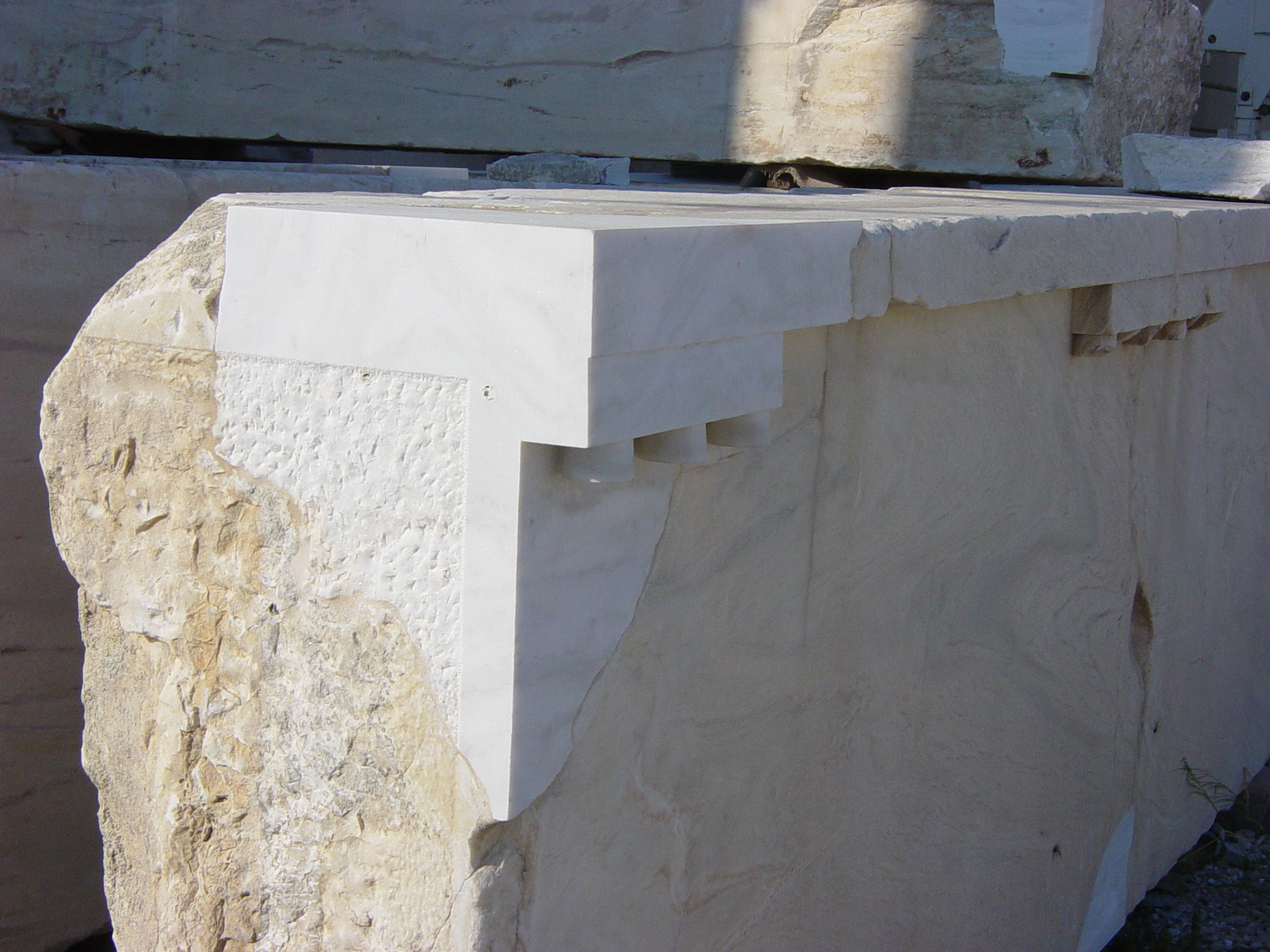
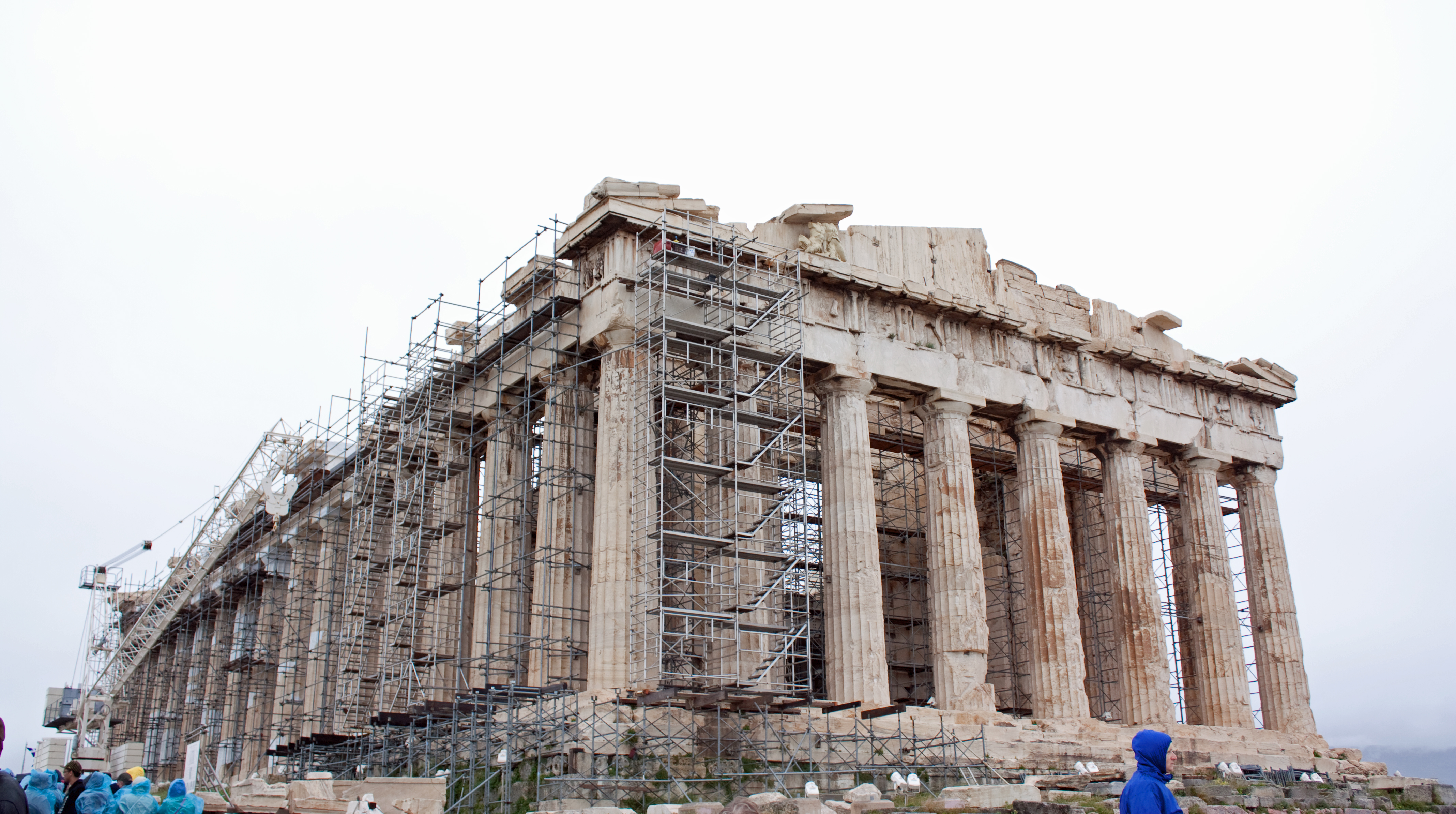